# Debregeasia longifolia
Debregeasia longifolia là loài thực vật có hoa trong họ Tầm ma. Loài này được (Burm.f.) Wedd. mô tả khoa học đầu tiên năm 1869.